# Житецкий, Павел Игнатьевич
Па́вел Игна́тьевич Жите́цкий (укр. Павло́ Гна́тович Жите́цький; 23 декабря 1837 [4 января 1838], Кременчуг — 5 [18] марта 1911, Киев) — украинский филолог и этнограф, педагог. Член-корреспондент Петербургской Академии наук (1898), доктор русской словесности (1908), один из основателей Старой Киевской Громады, автор многочисленных работ и исследований.

## Биография
Родился 23 декабря 1837 (4 января 1838) года в Кременчуге Полтавской губернии, в семье священника.
Первоначальное образование получил в Полтавской духовной семинарии и, как один из лучших воспитанников, был направлен в Киевскую духовную академию, но, оставив её через три года, поступил на историко-филологический факультет Киевского университета, который окончил в 1864 году.
Был учителем русского языка и словесности в Каменец-Подольской мужской гимназии (1865—1868) и в Киевской военной гимназии; преподавал в Киево-Подольской женской гимназии (1868/69 уч. г.), 2-й мужской гимназии (1869—1876), Фундуклеевской женской гимназии (1870—1875) и в Коллегии П. Галагана.
В 1870-е годы Житецкий был активным участником украинского движения, входил в киевскую Громаду, переписывался с Драгомановым. Житецкий отстаивал точку зрения о том, что Древнерусское государство — колыбель малорусской народности, и что на её территории, не прерываясь, шло развитие малорусского наречия. По его мнению, основные черты малорусского вокализма обнаружились уже в XII—XIII веках. 

<…> главные черты малорусского вокализма в XII—XIII в., по нашему мнению, вполне обнаружились. Не было ещё украинского говора, который выделился позже из волынских разноречий, но самые эти разноречия, вместе с дальнейшим видоизменением их в галицком вокализме, близком к украинскому, уже существовали. Так органически, из первобытной почвы русского праязыка, выросло малорусское наречие с древнейшим своим говором северным, от которого к концу киевской эпохи и в первые годы татарщины на юге отделились говоры галицкий и волынский.— П. И. Житецкий. Очерк звуковой истории малорусского наречия. — С. 257.
 Изучение языка Житецкий вёл параллельно с изучением политической и бытовой истории народа, поскольку считал, что «в жизни языка отражаются бытовые настроения народного духа, народных понятий, верований и идеалов». Язык белорусов Житецкий считал одним из великорусских говоров 

<…>трудно назвать белорусский говор самостоятельным наречием, но тем не менее, по своему современному звуковому типу, это не есть одно из разноречий южновеликорусского наречия, а напротив того, отдельный великорусский говор, стоящий рядом с северно-великорусским и южно-великорусским, отличающийся от них некоторыми архаическими особенностями. По своему происхождению это есть переходный говор, но не от малорусского наречия к великорусскому и не от этого последнего к первому, а от предполагаемого нами праязыка русского к наречию великорусскому. Очерк звуковой истории малорусского наречия.— Очерк звуковой истории малорусского наречия. — С. 257.
.
Умер 5 (18) марта 1911 года. Похоронен на Байковом кладбище в Киеве, на его могиле установлен массивный гранитный памятник с крестом, сохранившийся даже в советские годы.

## Список работ
- Описание Пересопницкой рукописи XVI века. Киев, 1876.
- Очерк звуковой истории малорусского наречия. Киев, 1876.
- Словарь книжной малорусской речи. Рукописи XVII века. Киев, 1888.
- Очерк литературной истории малорусского наречия в XVII и XVIII веках. (вып. I, Киев, 1889.) (недоступная ссылка)
- Литературная деятельность Иоанна Вишенского. Киев,1890.
- «Энеида» Котляревского и древнейший список её в связи с обзором малорусской литературы XVIII века. 1890.
- Очерки быта астраханских калмыков. Москва, 1893. (недоступная ссылка)
- Мысли о народных малорусских думах. Киев, 1893.
- О переводе Евангелий на малорусский язык. 1905.
- К истории литературной русской речи в XVIII веке // Известия Отделения русского языка и словесности Императорской Академии наук, 1903. — Т. 8. — Кн. 2. — С. 1-51.

## Память
Выдающемуся ученому посвящена одна из витрин Музея Одной Улицы. В музее представлены оригинальные портреты и работы ученого, а также весь круг Старой киевской громады — труды, фотографии и автографы известных украинских деятелей.